# Glastäppan
Glastäppan är en småort belägen väster om Ekeby i Ytterenhörna socken i Södertälje kommun.